# Gadopsis
Gadopsis es un género de peces de la familia Percichthyidae. Las especies de este género son perchas templadas endémicas de agua dulce que habitan en el sureste de Australia. Fue descrito por John Richardson en 1848.

## Especies
- Gadopsis bispinosus Sanger, 1984
- Gadopsis marmoratus J. Richardson, 1848